# Linea 4 (metropolitana di Pechino)
La linea 4 (in cinese 北京地铁4号线S, Běijīng dìtiě sì hào xiànP) è una linea attiva della metropolitana di Pechino.
Inaugurata il 28 settembre 2009 e gestita dalla Beijing Mass Transit Corporation, la linea 4 collega la città da nord a sud, dalla stazione di Anheqiao Nord collocata nel distretto di Haidian fino alla stazione di Gongyi Xiqiao situata nel distretto di Fengtai, attraversando anche il distretto di Xicheng. Composta da 24 stazioni, la linea 4 si snoda lungo un percorso di circa 28 km che impiega circa 50 minuti per percorrere tutta la tratta. La frequenza si attesta intorno a 1 minuto a corsa. La linea 4 è rappresentata dal colore verde acqua.
Il 30 dicembre 2010 viene inaugurata la linea Daxing che, seppur condividendo la stessa tratta con la linea 4, viene considerata come una linea separata. Proprio perché condividono lo stesso percorso, anche la linea Daxing è rappresentata dal colore verde acqua. La competenza della linea Daxing ha inizio dalla stazione di Xingong, la fermata successiva al capolinea della linea 4 Gongyi Xiqiao, e termina alla stazione di Tiangongyuan nel distretto di Daxing. Sono attivi giornalmente due servizi della linea 4/Daxing: uno che copre l'intera tratta delle due linee, con corse da Anheqiao Nord a Tiangongyuan; un secondo servizio più corto che invece ha inizio a Anheqiao Nord e termine alla stazione di Xingong, la fermata successiva al capolinea Gongyi Xiqiao della linea 4.
La sola linea 4 trasporta giornalmente circa 1,2 milioni di passeggeri, valore che si innalza a 1,4 milioni se si prende in considerazione anche la linea Daxing.

## Storia

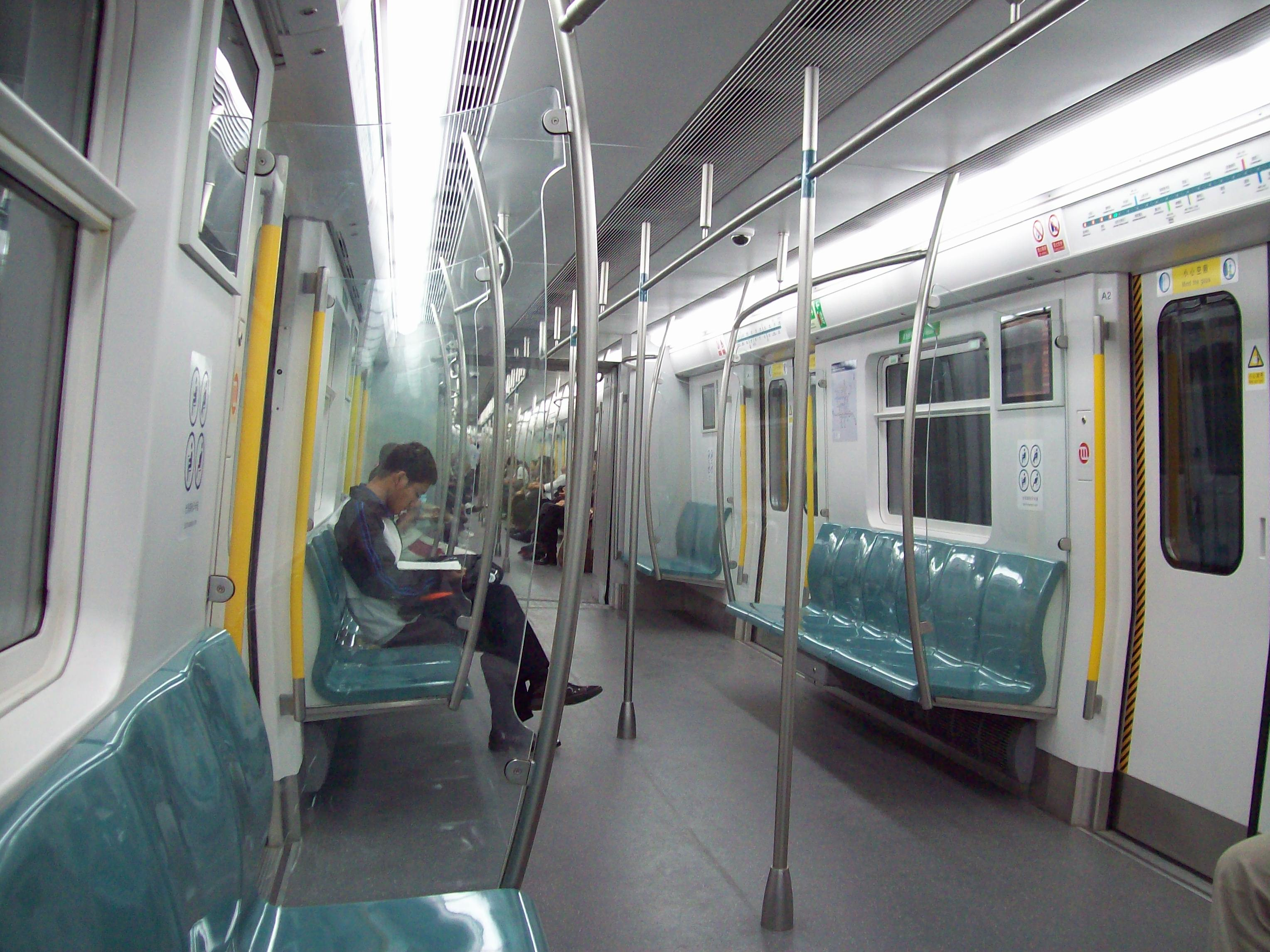
Un vagone della Linea 4

Durante la Repubblica cinese (1912-1949), nell'allora chiamata Beiping (北平S, BěipíngP, Pei-p'ingW), oggi Pechino, si iniziò a progettare una metropolitana. L'8 agosto del 1947 l'Ufficio municipale dei lavori pubblici di Beiping redisse e stampò la Raccolta dati di pianificazione e progettazione di Beiping, nel quale si dichiarò espressamente che, durante la costruzione di un sistema di collegamento tra l'area urbana e la periferia occidentale della nuova città, si sarebbe dovuta costruire una linea di metropolitana da Xidan verso nord a Xizhimen. A causa del progredire della seconda fase della guerra civile cinese, durata dal 1947 al 1950, e per via del rapido collasso del Kuomintang nella Cina continentale, il piano non venne mai messo in atto.
Dopo la fondazione della Repubblica popolare cinese, il governo centrale ha tenuto conto della situazione nazionale e ha incaricato il governo di Pechino di inserire la costruzione di linee della metropolitana nel piano di ricostruzione e espansione della città. Dal 1956 al 1958 la città di Pechino, sotto la guida di esperti sovietici, propose 16 piani di realizzazione della metropolitana. Dopo una ricerca congiunta svolta dai responsabili di più dipartimenti, si decise di proseguire con il progetto numero 16. All'interno di tale progetto, la quinta linea, che avrebbe dovuto collegare l'area urbana e Xishan a ovest di Xizhimen, era più o meno simile al progetto seguito per la costruzione dell'attuale linea 4. Tuttavia, a causa dell'iniziale ridotto volume di passeggeri che ci sarebbe stato sulla linea, gli esperti sovietici suggerirono di partire dalla costruzione della Linea 1. Dal progetto numero 16 vennero scelti i piani di realizzazione delle linee 1 e 5 come prime fasi del progetto di costruzione della metropolitana e, il 1º maggio 1959, il Comitato Centrale del Partito Comunista Cinese iniziò i lavori per la realizzazione delle due linee. In seguito, però, a causa del cambiamento nelle scelte strategiche e dell'economia nazionale, la costruzione delle linee di metropolitana è stata accantonata.
Durante gli anni '60 Mao Zedong rimise all'attenzione il tema della costruzione della metropolitana e, nonostante le difficoltà nella gestione del Paese, il 1º ottobre del 1969 entrò in servizio la prima tratta della Linea 1 della metropolitana di Pechino. Nel 1973, tramite un apposito documento, venne proposta la costruzione della Linea 4 dalla stazione di Xinjiekou alla stazione di Pechino Sud. All'inizio del 1976, a causa della cancellazione del gruppo politico dedicato alla costruzione metropolitana, i lavori di costruzione furono gravemente compromessi e l'avanzamento della seconda fase del progetto venne ripetutamente ritardato.
Nel luglio 2001 Pechino si aggiudicò ufficialmente il titolo di città organizzatrice dei Giochi della XXIX Olimpiade. All'epoca Pechino aveva già più di 13 milioni di abitanti e il traffico veicolare aumentava a dismisura. Si stima che durante le Olimpiadi sarebbero arrivati a Pechino circa 500 000 stranieri e più di 8 milioni furono gli spettatori. Nonostante gli sviluppi già messi in atto per garantire un trasporto pubblico adeguato, si facevano sempre più urgenti ulteriori passi avanti per la realizzazione di altre linee della metropolitana. Nel 2002 il governo di Pechino ha dichiarato la costruzione di 8 nuove linee della metropolitana nell'area urbana, inclusa la Linea 4 dalla stazione di Beigongmen fino alla stazione di Majiapu, per una lunghezza totale di 26,2 chilometri. I lavori di costruzione della Linea 4 della metropolitana di Pechino sono iniziati ufficialmente nel dicembre 2003.
Il 3 dicembre 2004 la MTR Corporation di Hong Kong, la Beijing Infrastructure Investment e la Beijing Capital Group hanno firmato l'accordo di cooperazione relativo ai principi di investimento, costruzione e messa in servizio della Linea 4 della metropolitana di Pechino, rendendola la principale linea di trasporto ferroviario della Cina continentale d finanziata utilizzando un accordo di partenariato pubblico-privato. Successivamente, l'8 novembre 2005, è stata costituita una joint venture tra le 3 società. L'MTRC di Hong Kong ha investito 735 milioni di RMB nella costruzione della linea 4 e in cambio ha ottenuto il diritto di gestire la Linea 4 per 30 anni.
Nel febbraio 2009 le opere di costruzione della Linea 4 erano quasi giunte al termine, mentre il 6 marzo sono stati avviati i test utilizzando quattro treni. Il 28 settembre 2009 la Linea è stata ufficialmente aperta per il pre-esercizio, portando le linee della metropolitana di Pechino a 9. Il 30 dicembre 2010 è stata inaugurata la Linea Daxing, il cui servizio confluisce direttamente nella Linea 4, creando una linea di 50 km e 35 stazioni totali.
Nel 2008 è stato proposto il prolungamento della Linea 4 verso nord, allungando il percorso di altri 8 km e aggiungendo 4 stazioni. Le stazioni proposte erano Baiwangshan (百旺山), Xibeiwang (西北旺), Centro aerospaziale ovest (航天城西) e Yongfeng (永丰). In ogni caso, nel giugno 2010 il prolungamento verso nord è stato definitivamente accantonato in favore dell'estensione verso nord della Linea 16.

## Tratta e servizio
La linea 4 ha inizio a nord di Pechino, dietro il Palazzo d'Estate, attraversando l'Antico Palazzo d'Estate e servendo il distretto universitario e il quartiere di Zhongguancun, il distretto high-tech di Pechino. La linea passa in concomitanza della Biblioteca nazionale della Cina e dello zoo di Pechino per poi incontrare la linea 2, la linea 13 e la stazione dell'alta velocità a Xizhimen. La linea serve anche le zone centrali della città grazie alle stazioni di Xisi, Xidan, Xuanwumen, Caishikou e Taoranting. Dopo un collegamento con l'altra stazione dell'alta velocità, Pechino Sud, la linea 4 giunge al suo termine alla stazione di Gongyi Xiqiao.
I lavori di costruzione sono iniziati nel 2004 e, dopo due anni di rinvii e ritardi nella consegna, la linea è stata inaugurata nel settembre 2009.

### Tratte e tariffazione
- Anheqiao Nord — Xingong (condiviso con la linea Daxing)
- Anheqiao Nord — Tiangongyuan (condiviso con la linea Daxing)
- Ora di punta (7:00-8:00) nella tratta Zhongguancun — Huangcun Xidajie (condiviso con la linea Daxing).[29]

La tariffazione parte da un prezzo di ¥3 (circa €0,40) a seconda della distanza di viaggio totale da percorrere, fino a un massimo di ¥8 (circa €1).

### Orario di servizio
La prima corsa direzione Gongyi Xiqiao (linea 4)/Tiangongyuan (linea Daxing) parte tutti i giorni alle 4:58 da Anheqiao Nord; l'ultima per Tiangongyuan parte alle 22:35, mentre quella per Gongyi Xiqiao alle 22:48. Nella direzione opposta, invece, il primo treno per Anheqiao Nord parte da Tiangongyuan (linea Daxing) tutti i giorni alle 5:05, concludendo il servizio con l'ultima corsa alle 22:45.

## Linea Daxing

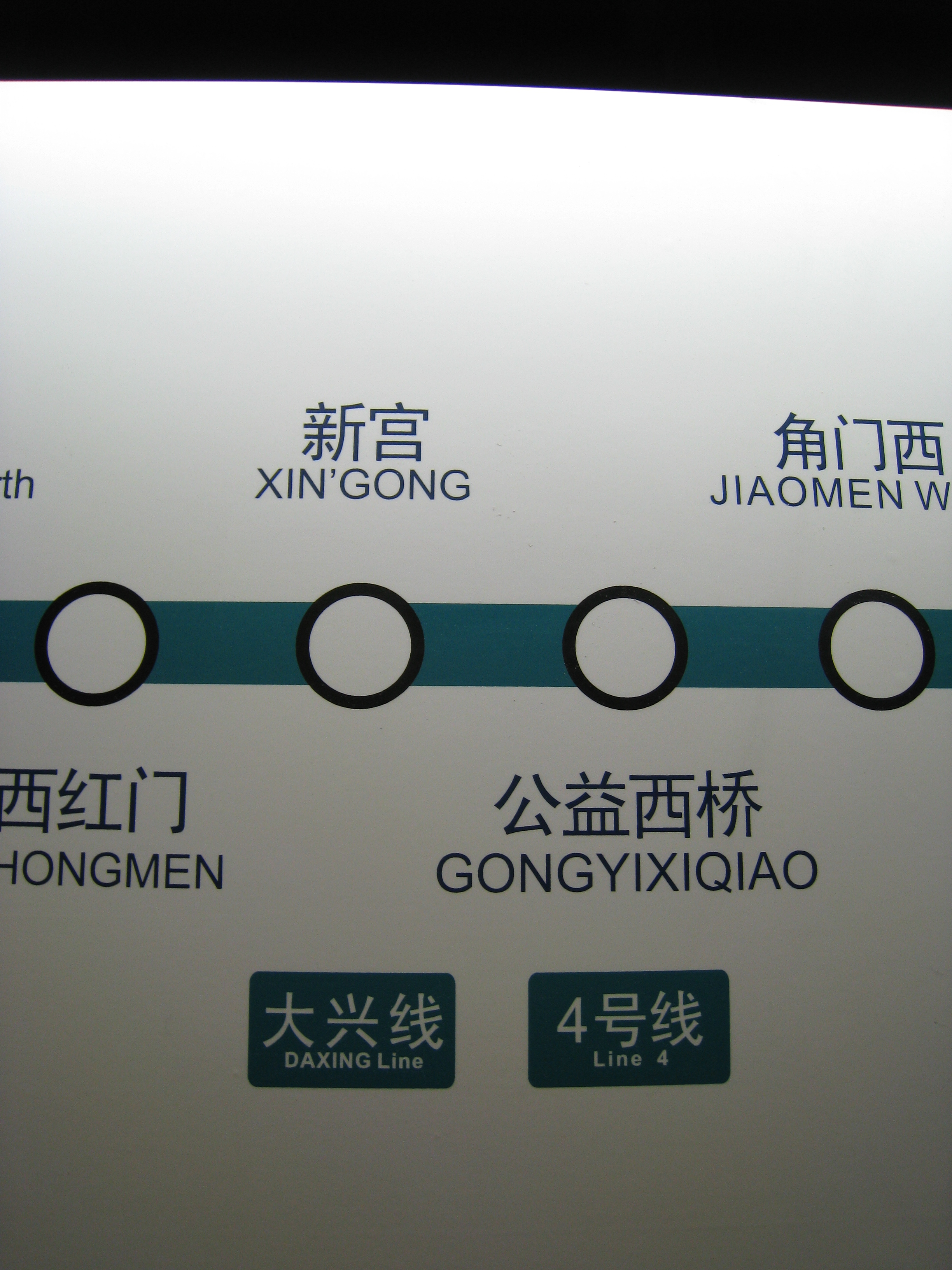
Mappa del percorso della Linea 4. Pur non dividendo i percorsi delle due linee, la stazione di Xingong funge da spartiacque e segna l'inizio della Linea Daxing.

La Linea Daxing è stata inaugurata il 30 dicembre del 2010 e si snoda per una lunghezza totale di 21,76 km ed è composta da 11 stazioni. La linea è collegata alla Linea 4 dalla stazione di Gongyi Xiqiao, collegando la zona sud della città di Pechino nel distretto di Daxing fino alla stazione di Tiangongyuan.
La Linea Daxing è direttamente collegata alla Linea 4 e l'intero tempo di percorrenza da Anheqiao Nord a Tiangongyuan è di circa 80 minuti. Nonostante sia interamente sovrapposta alla Linea 4, il nome Daxing sarà ancora utilizzato per far riferimento alla tratta da Xingong a Tiangongyuan. Infatti, la Linea 4 e la Linea Daxing vengono considerate come due linee differenti e separate.

## Percorso e stazioni

### Percorso
|  | Unknown route-map component "uKDSTa" |

|  | Unknown route-map component "utBHFa@f" |

|  | Unknown route-map component "dWASSERq" | Unknown route-map component "utKRZW" | Unknown route-map component "dWASSERq" |

|  | Urban tunnel station on track |

|  |  | Unknown route-map component "d" | Urban tunnel straight track | Unknown route-map component "utSTR+l" | Unknown route-map component "utdCONTfq" |

|  |  | Urban tunnel station on track + Unknown route-map component "HUBaq" | Urban tunnel end station, unused through track + Unknown route-map component "HUBeq" |

|  | Unknown route-map component "utCONTgq" | Unknown route-map component "utKRZt" | Unknown route-map component "utSTRr" |

|  | Urban tunnel station on track |

|  | Unknown route-map component "dWASSERq" | Unknown route-map component "utKRZW" | Unknown route-map component "dWASSERq" |

|  | Urban tunnel station on track |

|  | Urban tunnel station on track |

|  | Unknown route-map component "utdCONTgq" | Unknown route-map component "utABZq+r" | Unknown route-map component "utTINTt" | Unknown route-map component "utSTRq" | Unknown route-map component "utdCONTfq" |

| Unknown route-map component "utKRWl" | Unknown route-map component "utKRWg+r" |

|  |  | Urban tunnel station on track + Unknown route-map component "HUBaq" | Unknown route-map component "HUBlg" |

| Unknown route-map component "d" |  | Unknown route-map component "utCONTgq" | Unknown route-map component "utKRZt" | Unknown route-map component "utBHFq" + Unknown route-map component "HUBe" | Unknown route-map component "utdCONTfq" |

|  | Urban tunnel station on track |

|  |  | Unknown route-map component "utKRWgl" | Unknown route-map component "utKRW+r" |

|  | Unknown route-map component "HUBrg" | Unknown route-map component "utXBHF-L" + Unknown route-map component "HUBq" | Unknown route-map component "utXBHF-R" + Unknown route-map component "HUBeq" |

|  | Unknown route-map component "utdCONTgq" | Unknown route-map component "utBHFq" + Unknown route-map component "HUBe" | Unknown route-map component "utKRZt" | Unknown route-map component "utdSTRq" + Urban tunnel straight track | Unknown route-map component "utSTR+r" |

| Unknown route-map component "d" |  | Transverse water | Unknown route-map component "utKRZW" | Unknown route-map component "dWASSERq" + Urban tunnel straight track | Unknown route-map component "utKRZW" |

| Unknown route-map component "d" |  | Unknown route-map component "utCONTgq" | Unknown route-map component "utKRZt" | Unknown route-map component "d" + Unknown route-map component "utSTRr" | Urban tunnel straight track |

| Unknown route-map component "d" |  | Unknown route-map component "utCONTgq" | Unknown route-map component "utKRZt" | Unknown route-map component "utdSTRq" | Unknown route-map component "utSTRr" |

|  | Urban tunnel station on track |

|  | Unknown route-map component "utCONTgq" | Unknown route-map component "utTINTt" + Unknown route-map component "HUBaq" | Unknown route-map component "utCONTfq" + Unknown route-map component "HUBlg" |

|  |  | Unknown route-map component "d" | Urban tunnel straight track | Unknown route-map component "uhKBHFaq" + Unknown route-map component "HUBe" | Unknown route-map component "uhdCONTf@Fq" |

|  |  | Unknown route-map component "d" | Urban tunnel straight track | Unknown route-map component "BLe" + Unknown route-map component "KBHFaq" | Unknown route-map component "dCONTfq" |

| Unknown route-map component "utSTR+l" | Unknown route-map component "utSTRq" | Unknown route-map component "utKRZt" | Unknown route-map component "utCONTfq" |

| Urban tunnel straight track |  | Urban tunnel station on track |  |

| Urban tunnel station on track + Unknown route-map component "HUBaq" | Unknown route-map component "HUBtf" | Urban tunnel station on track + Unknown route-map component "HUBeq" |  |

| Unknown route-map component "utdCONTgq" | Unknown route-map component "utKRZt" | Unknown route-map component "utBHFq" + Unknown route-map component "HUBe" | Unknown route-map component "utKRZt" | Unknown route-map component "utCONTfq" | Unknown route-map component "d" |

| Unknown route-map component "utCONTf" |  | Urban tunnel straight track |  |

|  | Urban tunnel station on track |

|  | Urban tunnel station on track |

|  |  | Urban tunnel station on track + Unknown route-map component "HUBaq" | Unknown route-map component "HUBlg" |

| Unknown route-map component "d" |  | Unknown route-map component "utCONTgq" | Unknown route-map component "utKRZtu" | Unknown route-map component "utBHFq" + Unknown route-map component "HUBe" | Unknown route-map component "utdCONTfq" |

| Unknown route-map component "d" |  | Unknown route-map component "utCONTgq" | Unknown route-map component "lhSTRa@f" + Unknown route-map component "utKRZtu" | Unknown route-map component "utBHFq" + Unknown route-map component "HUBa" | Unknown route-map component "utdCONTfq" |

|  |  | Unknown route-map component "tCONTgq" | Unknown route-map component "umtKRZto" | Unknown route-map component "tSTRq" + Unknown route-map component "HUB" | Unknown route-map component "tCONTfq" |

|  |  | Urban tunnel station on track + Unknown route-map component "HUBaq" | Unknown route-map component "HUBrf" |

|  | Unknown route-map component "utCONTgq" | Unknown route-map component "utTINTt" | Unknown route-map component "utCONTfq" |

|  | Urban tunnel station on track |

|  | Unknown route-map component "dWASSERq" | Unknown route-map component "utKRZW" | Unknown route-map component "dWASSERq" |

|  | Unknown route-map component "dCONTgq" | Station on transverse track + Unknown route-map component "HUBa" | Unknown route-map component "umtKRZ" | Unknown route-map component "CONTfq" | Unknown route-map component "d" |

| Express railway | Unknown route-map component "HUB" | Urban tunnel straight track |  |

|  | Unknown route-map component "utCONTgq" + Unknown route-map component "HUBlf" | Unknown route-map component "utINTq" + Unknown route-map component "HUBeq" | Unknown route-map component "utCONTfq" |

|  | Unknown route-map component "dWASSERq" | Unknown route-map component "utKRZW" | Unknown route-map component "dWASSERq" |

|  | Unknown route-map component "dWASSERq" | Unknown route-map component "utKRZW" | Unknown route-map component "dWASSERq" |

|  | Urban tunnel station on track |

|  | Unknown route-map component "utCONTgq" | Unknown route-map component "utTINTt" | Unknown route-map component "utCONTfq" |

|  |  | Unknown route-map component "utKRWgl" | Unknown route-map component "utKRW+r" |

|  |  | Unknown route-map component "utXBHF-L" | Unknown route-map component "utXBHF-R" |

|  | Unknown route-map component "uKDSTaq" | Unknown route-map component "utdSTRaq" | Unknown route-map component "utSTRr" | Urban tunnel straight track | Unknown route-map component "d" |

|  |  |  | Unknown route-map component "utSTR+GRZq" |

|  |  |  | Unknown route-map component "utCONTf" |

### Stazioni
| 4                                            | Nome stazione                      | Nome in cinese, pinyin             | Percorrenza (ore) | Distanza (km) | Interscambi                                                                            |
| -------------------------------------------- | ---------------------------------- | ---------------------------------- | ----------------- | ------------- | -------------------------------------------------------------------------------------- |
| 4                                            | Anheqiao Nord                      | 安河桥北 Ānhéqiáo Běi              | 0:00              | 0,0           |                                                                                        |
| 4                                            | Beigongmen                         | 北宫门 Běigōngmén                  | 0:01              | 1,36          |                                                                                        |
| 4                                            | Xiyuan                             | 西苑 Xīyuàn                        | 0:03              | 2,61          | link = Linea 16 (metropolitana di Pechino)                                             |
| 4                                            | Yuanmingyuan                       | 圆明园 Yuánmíngyuán                | 0:06              | 4,28          |                                                                                        |
| 4                                            | Università di Pechino Ingresso Est | 北京大学东门 Běijīng Dàxué Dōngmén | 0:09              | 5,58          |                                                                                        |
| 4                                            | Zhongguancun                       | 中关村 Zhōngguāncūn                | 0:10              | 6,48          |                                                                                        |
| 4                                            | Haidian Huangzhuang                | 海淀黄庄 Hǎidiàn Huángzhuāng       | 0:13              | 7,36          | link = Linea 10 (metropolitana di Pechino)                                             |
| 4                                            | Università Renmin                  | 人民大学 Rénmín Dàxué              | 0:15              | 8,43          |                                                                                        |
| 4                                            | Weigongcun                         | 魏公村 Wèigōngcūn                  | 0:16              | 9,48          |                                                                                        |
| 4                                            | Biblioteca nazionale               | 国家图书馆 Guójiā Túshūguǎn        | 0:19              | 11,1          | link = Linea 9 (metropolitana di Pechino) · link = Linea 16 (metropolitana di Pechino) |
| 4                                            | Zoo di Pechino                     | 动物园 Dòngwùyuán                  | 0:22              | 12,65         |                                                                                        |
| 4                                            | Xizhimen                           | 西直门 Xīzhímén                    | 0:24              | 14,09         | Huairou–Miyun Pechino Nord                                                             |
| 4                                            | Xinjiekou                          | 新街口 Xīnjiēkǒu                   | 0:27              | 15,1          |                                                                                        |
| 4                                            | Ping'anli                          | 平安里 Píng'ānlǐ                   | 0:30              | 16,22         |                                                                                        |
| 4                                            | Xisi                               | 西四 Xīsì                          | 0:32              | 17,32         |                                                                                        |
| 4                                            | Lingjing Hutong                    | 灵境胡同 Língjìng Hútòng           | 0:33              | 18,19         |                                                                                        |
| 4                                            | Xidan                              | 西单 Xīdān                         | 0:35              | 19,20         |                                                                                        |
| 4                                            | Xuanwumen                          | 宣武门 Xuānwǔmén                   | 0:37              | 20,01         |                                                                                        |
| 4                                            | Caishikou                          | 菜市口 Càishìkǒu                   | 0:39              | 21,17         |                                                                                        |
| 4                                            | Taoranting                         | 陶然亭 Táorántíng                  | 0:41              | 22,37         |                                                                                        |
| 4                                            | Pechino Sud                        | 北京南站 Běijīngnán Zhàn           | 0:44              | 24,01         | Jingjin                                                                                |
| 4                                            | Majiapu                            | 马家堡 Mǎjiāpù                     | 0:47              | 25,49         |                                                                                        |
| 4                                            | Jiaomen Ovest                      | 角门西 Jiǎoménxī                   | 0:49              | 26,32         | link = Linea 10 (metropolitana di Pechino)                                             |
| 4                                            | Gongyi Xiqiao                      | 公益西桥 Gōngyìxīqiáo              | 0:51              | 27,30         |                                                                                        |
| Inizio linea Daxing (direzione Tiangongyuan) |                                    |                                    |                   |               |                                                                                        |
| D A X I N G                                  | Xingong                            | 新宫 Xīngōng                       | 0:55              | 30,10         | link = Linea 19 (metropolitana di Pechino)                                             |
| D A X I N G                                  | Xihongmen                          | 西红门 Xīhóngmén                   | 1:00              | 35,20         |                                                                                        |
| D A X I N G                                  | Gaomidian Nord                     | 高米店北 Gāomǐdiàn Běi             | 1:05              | 37,01         |                                                                                        |
| D A X I N G                                  | Gaomidian Sud                      | 高米店南 Gāomǐdiàn Nán             | 1:07              | 38,14         |                                                                                        |
| D A X I N G                                  | Zaoyuan                            | 枣园 Zǎoyuán                       | 1:09              | 39,24         |                                                                                        |
| D A X I N G                                  | Qingyuanlu                         | 清源路 Qīngyuánlù                  | 1:11              | 40,44         |                                                                                        |
| D A X I N G                                  | Huangcun Xidajie                   | 黄村西大街 Huángcūn Xīdàjiē        | 1:14              | 41,65         |                                                                                        |
| D A X I N G                                  | Huangcun                           | 黄村火车站 Huángcūn Huŏchēzhàn     | 1:16              | 42,64         | HCP                                                                                    |
| D A X I N G                                  | Yihezhuang                         | 义和庄 Yìhézhuāng                  | 1:19              | 44,67         |                                                                                        |
| D A X I N G                                  | Base biomedica                     | 生物医药基地 Shēngwùyīyào Jīdì     | 1:22              | 47,59         |                                                                                        |
| D A X I N G                                  | Tiangongyuan                       | 天宫院 Tiāngōngyuàn                | 1:24              | 49,40         |                                                                                        |

## Materiale rotabile
| Modello | Immagine | Produttore         | Anno       | In servizio | Numeri          | Deposito                                                                  |
| ------- | -------- | ------------------ | ---------- | ----------- | --------------- | ------------------------------------------------------------------------- |
| SFM05   |          | CRRC Qingdao Sifan | 2008, 2010 | 73          | 001–040 061–093 | Longbeicun (龙背村停车场) Majiapu (马家堡车辆段) Nanzhaolu (南兆路车辆段) |

## Galleria d'immagini

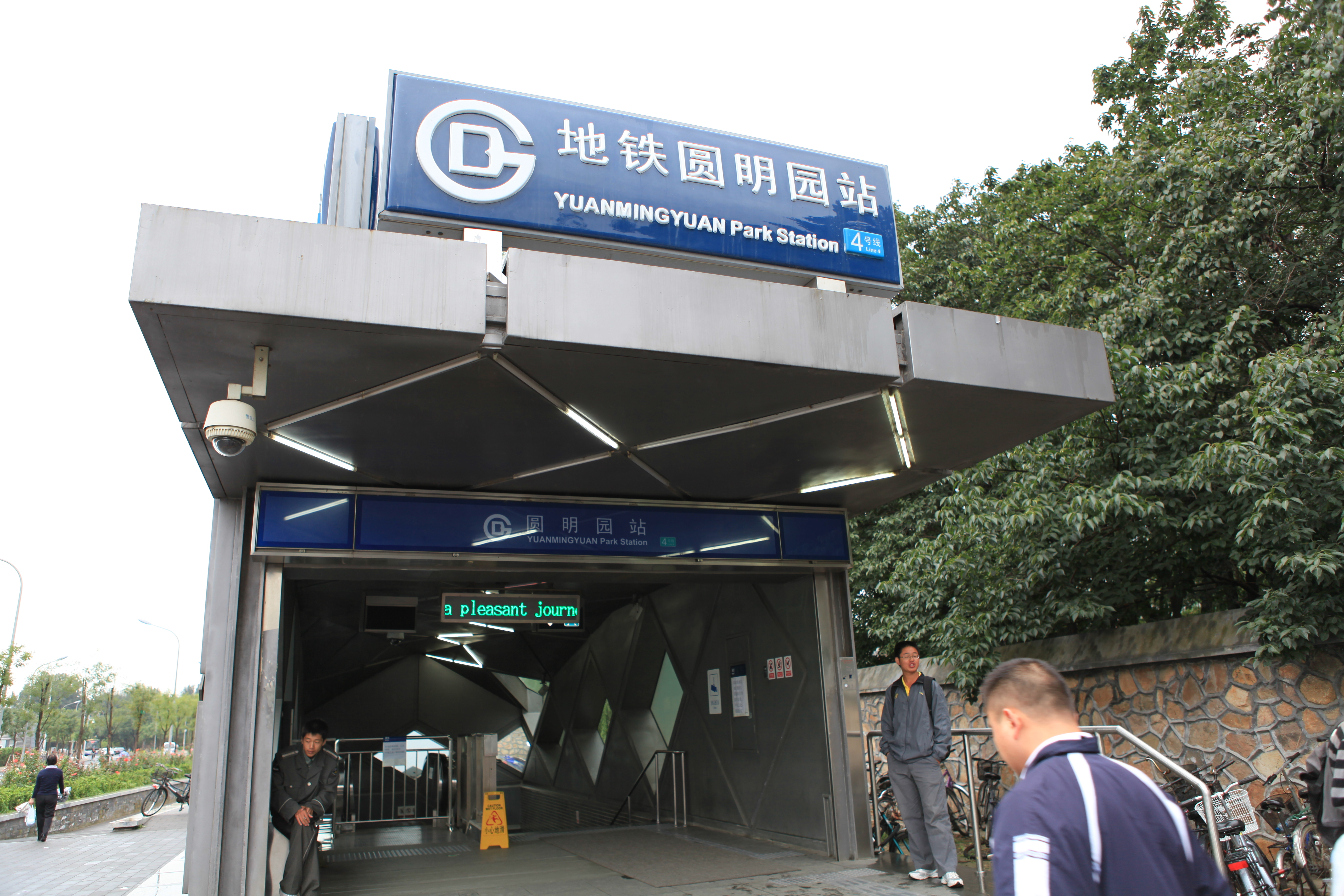
Stazione Yuanmingyuan (Palazzo d'Estate)
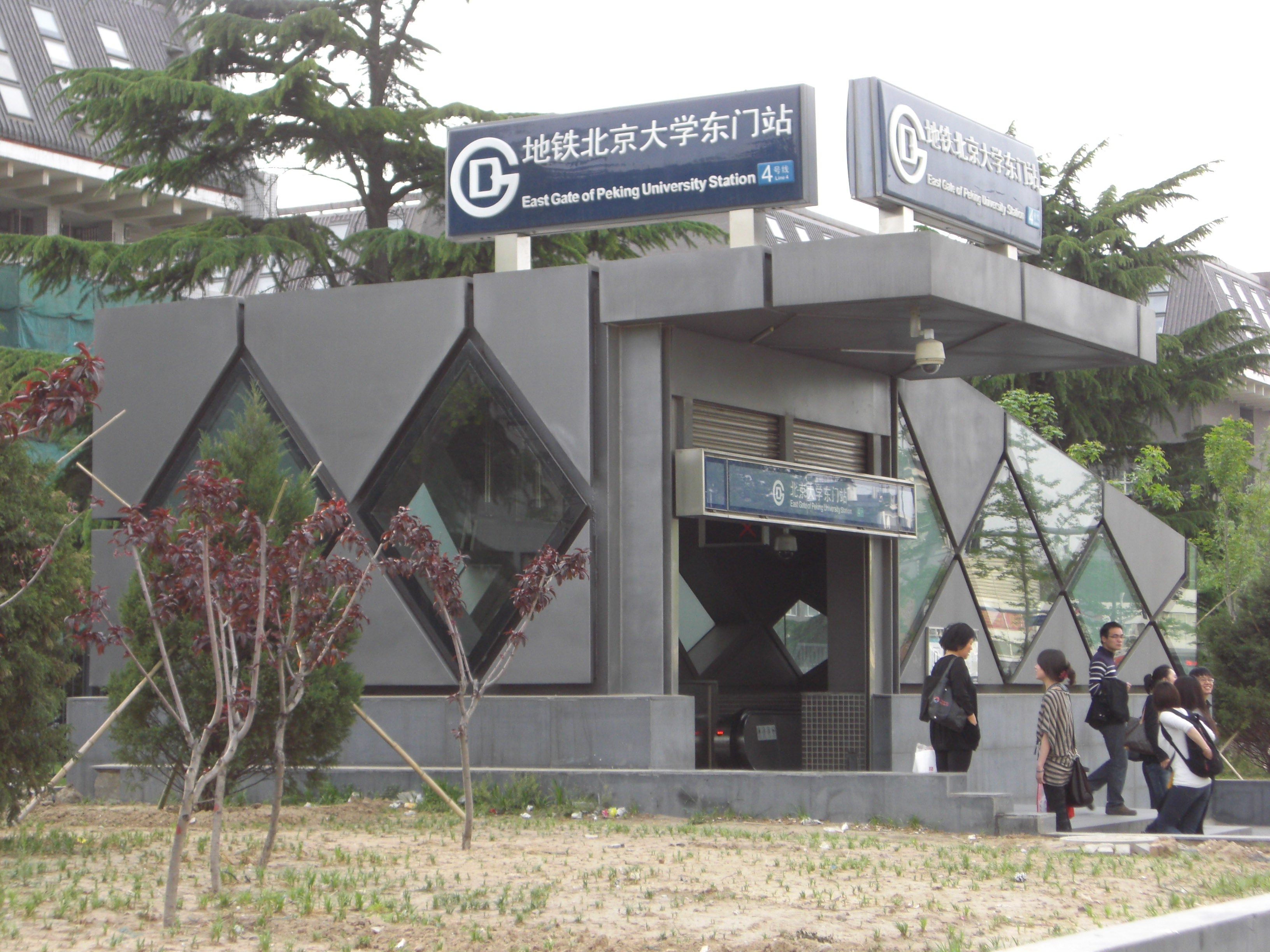
Stazione Università di Pechino Ingresso Est —Uscita D
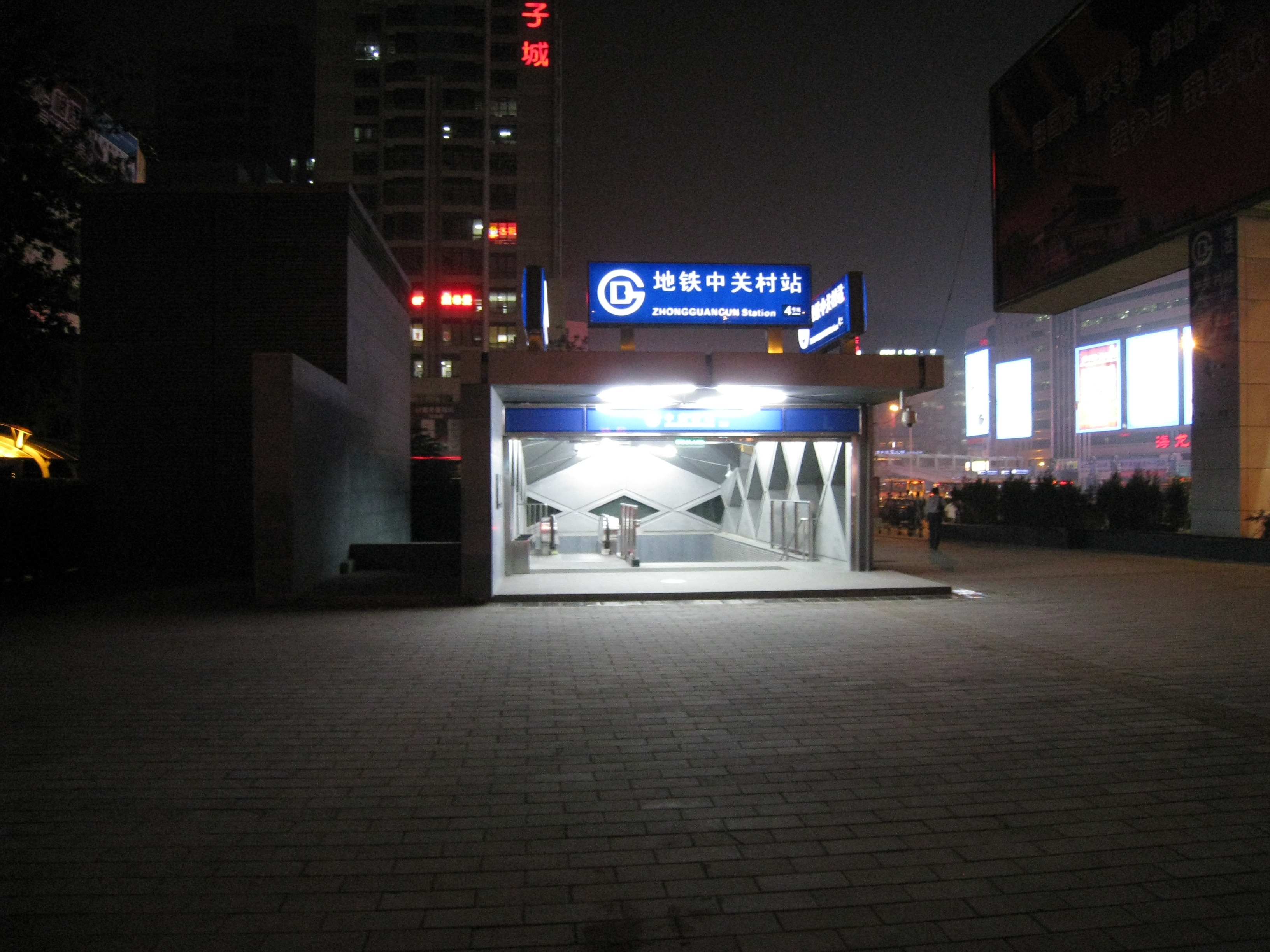
Stazione di Zhongguancun — Uscita B
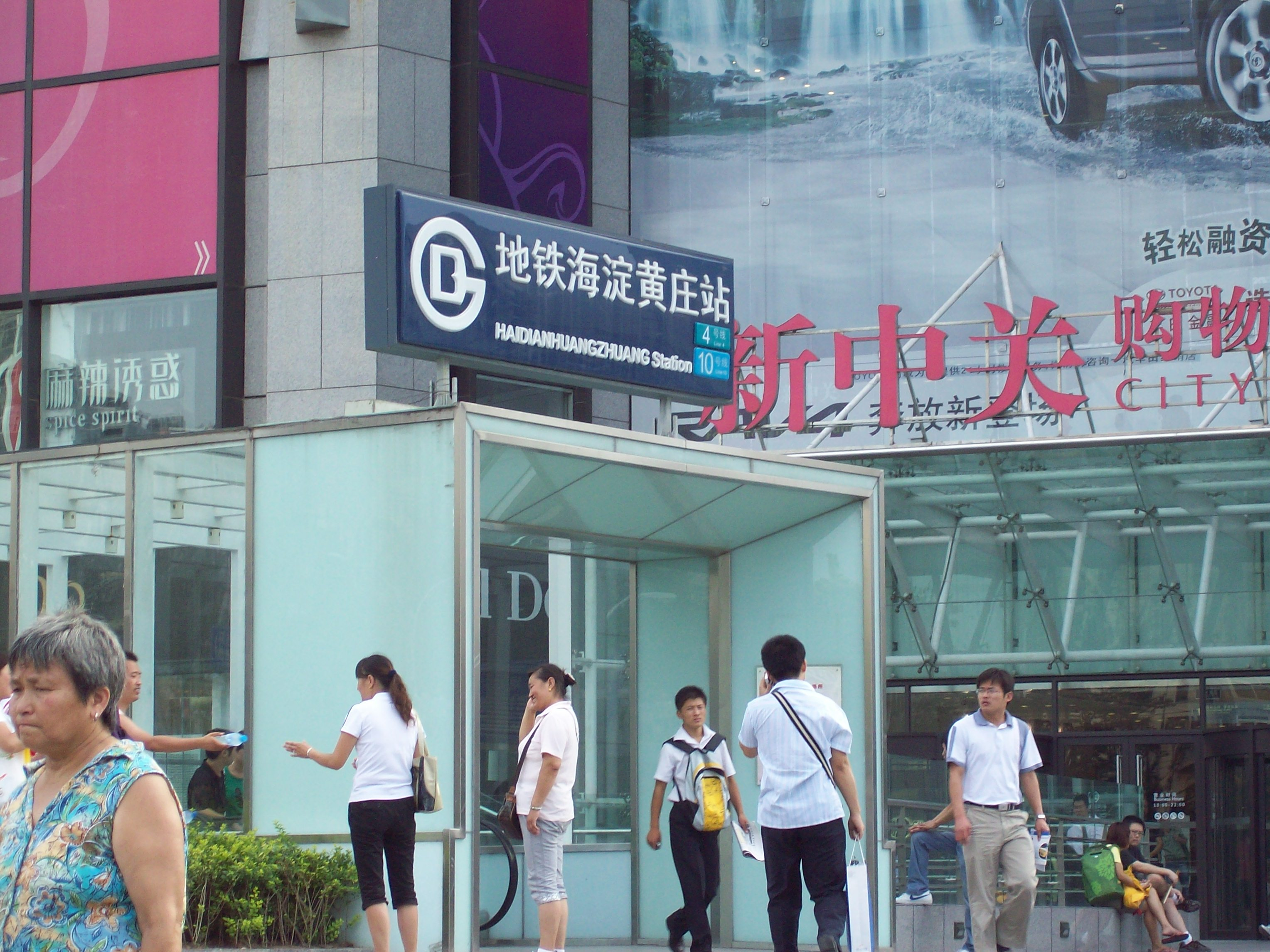
Stazione di Haidian Huangzhuang — Uscita A2
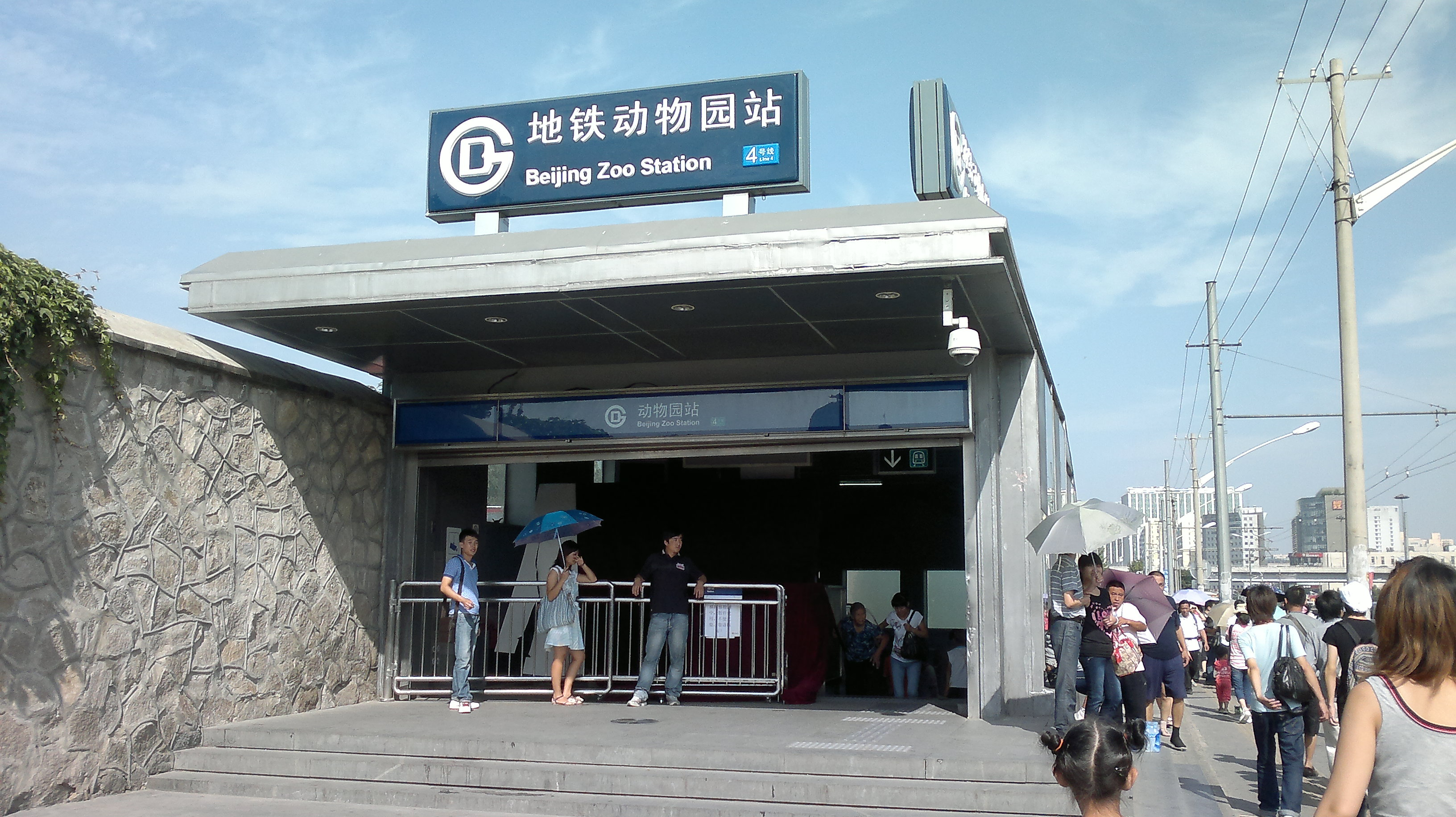
Stazione dello Zoo di Pechino
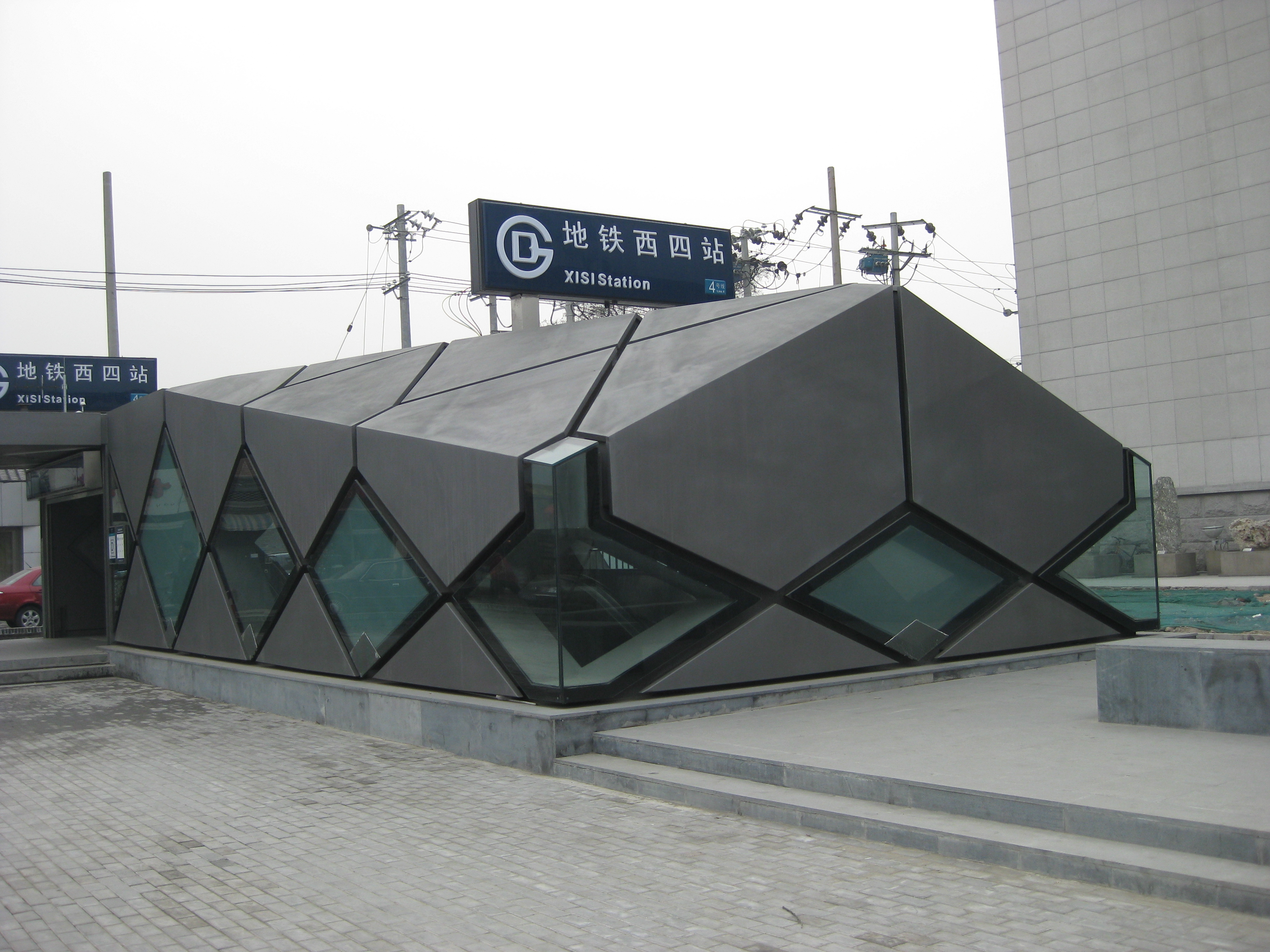
Stazione di Xisi
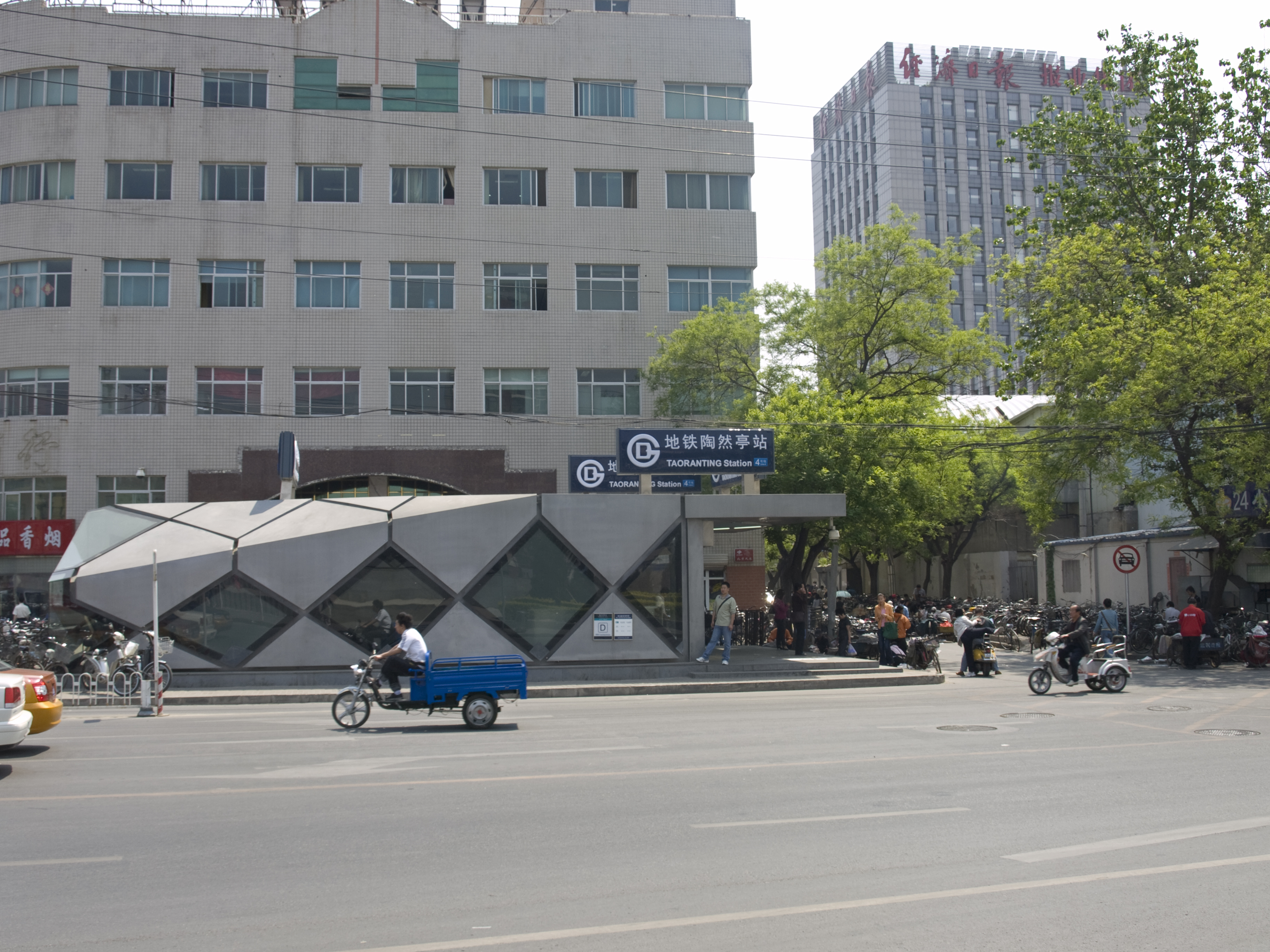
Stazione di Taoranting